# Кирьят-Малахи
Кирьят-Малахи (ивр. קִרְיַת מַלְאָכִי‎, «город Малахии») — город в Южном округе Израиля, в 10 км к юго-востоку от Ашдода.
Основан в 1950 году в качестве временного лагеря репатриантов (ма'абара) под названием Кастина. Получил нынешнее название в 1958 году в знак признательности еврейской общине Лос-Анджелеса (на иврите «ангел» — מַלְאָךְ мал'ах), а также под влиянием Книги пророка Малахии 1:1.
В 1958 году получил статус местного совета, в 1998 году — статус города.

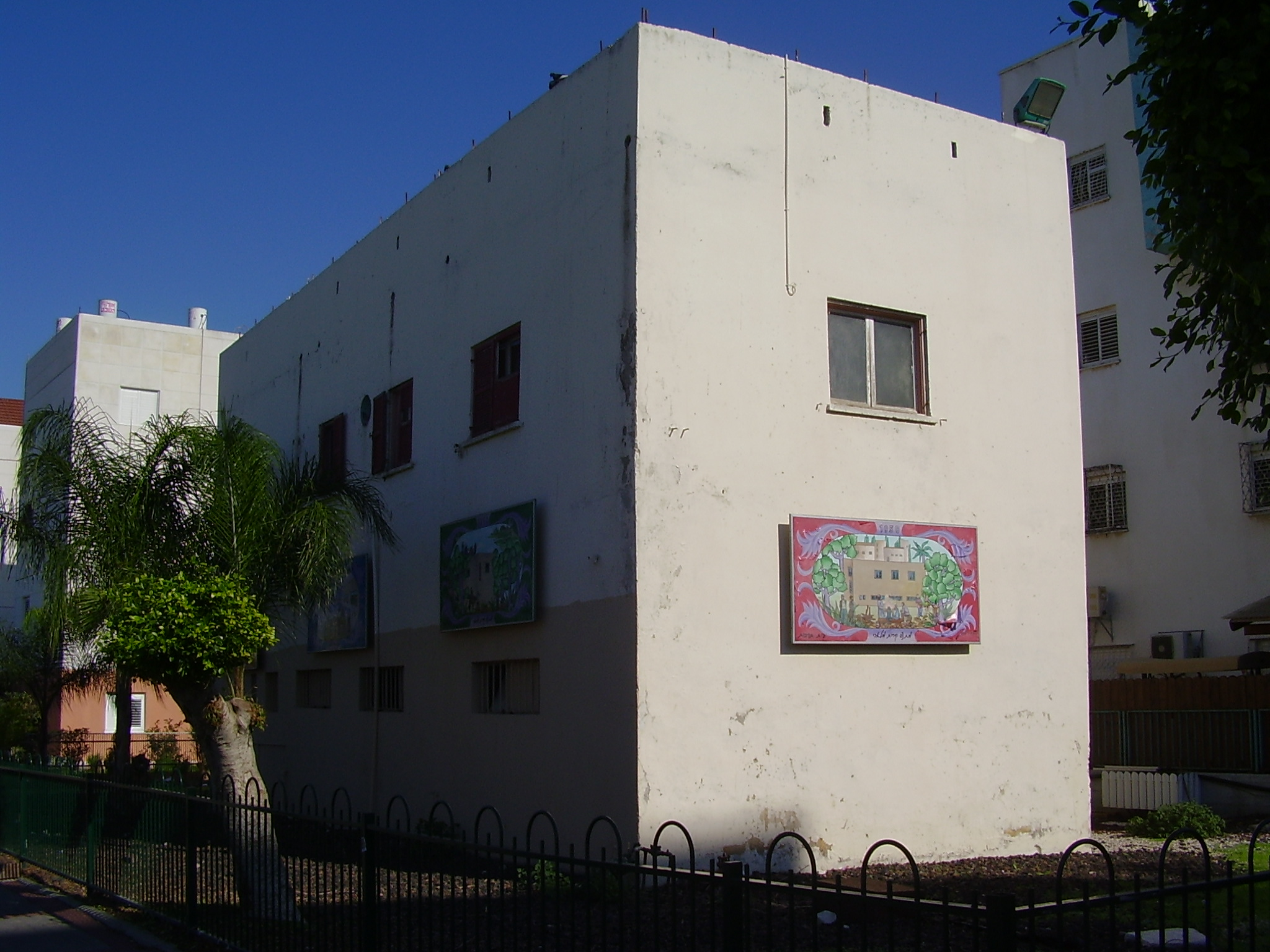
«Дом основателей» в Кирьят-Малахи

Строительство первых жилых домов финансировалось еврейской общиной Лос-Анджелеса. Площадь — около 300 га; численность населения — 19 100 человек (начало 2003); 50 % — выходцы из стран Азии и Африки, 15 % — из стран Восточной Европы и 35 % — уроженцы Израиля или старожилы.
Население занято на крупной местной скотобойне, на предприятиях по обработке куриного мяса, производству мороженого, текстиля, картона, пластмассы, кожаных и металлических изделий, а также на обслуживании близлежащих поселков и работах в сельском хозяйстве за пределами Кирьят-Малахи. В 1969 году в Кирьят-Малахи по инициативе хасидского движения Хабад началось строительство религиозного района Нахалат Хар-Хабад. Один из беднейших городов Израиля..Среднемесячная заработная плата работника в 2019 году составила 6137 шекелей (в среднем по стране: 9745 шекелей).
Место проживания бывшего президента страны Моше Кацава.

## Население
По данным Центрального статистического бюро Израиля, население на начало 2020 года составляло 23 819 человек.